# دویکا رانی
دویکا رانی چودری روریچ (۳۰ مارس ۱۹۰۸ ویساکاپاتنام - ۹ مارس ۱۹۹۴ منگلور) از نخستین ستارگان سینمای هند است. وی از خانواده‌ای سرشناس و در شهر ویساکاپاتنام زاده شد. در دههٔ ۲۰ میلادی تحصیلات نخستینش را به پایان رساند و پس از آن به تحصیل نمایش و تئاتر در لندن پرداخت، جایی که بورسیهٔ تحصیلی گرفته بود. علاوه بر نمایش در زمینه‌های معماری، نساجی و طراحی دکور هم تحصیل کرد. در سال ۱۹۳۳ در فیلم کارما با همسرش هیمانشو رای هم‌بازی شد. در سال ۱۹۴۰ همسرش درگذشت و کنترل استودیویی که از وی باقی‌مانده بود برایش بسیار سخت بود. دویکا در سال ۱۹۴۵ با یک نقاش روس به نام سویتاسلاف نیکلایویچ رریخ ازدواج کرد. همسر دومش در سال ۱۹۹۳ از دنیا رفت. یک سال بعد خود دویکا هم درگذشت.
او در فیلم غافل بازی کرده است.